# Больница Св. Николая (Лагос)
Больница Святого Николая (англ. St. Nicholas Hospital) — больница в городе Лагос в Нигерии.

## Описание
Больница Святого Николая — это частная больница, расположенная на острове Лагос в городе Лагосе. Она была основана в 1968 году Моисеем Маекодунми. Больница находится в здании с одноименным названием, расположенном на улице Кэмпбелл-стрит, 57.
14-этажное здание больницы (дом Святого Николая) было спроектировано строительной компанией FMA Architects Ltd. В число пользователей здания входят офисы нескольких компаний с современными удобствами и многоуровневая парковка. Здание находится рядом с Королевским колледжем Лагоса, собором Святого Креста и ратушей. Больница занимает пять этажей здания, на первом этаже находится поликлиника и служба скорой помощи.
Больница Св. Николая стала ведущим центром трансплантации органов в Нигерии, где проводится первая процедура трансплантации почки. Это была первая трансплантация почки в Нигерии и первая детская трансплантация почки в Западной Африке.
в Ночь с 2 на 3 февраля 2014 года на 9-м этаже здания произошел пожар, причиной которого была электрическое замыкание.